# Untergrafenried
Untergrafenried ist ein Ortsteil der Stadt Waldmünchen im Landkreis Cham des Regierungsbezirks Oberpfalz im Freistaat Bayern.

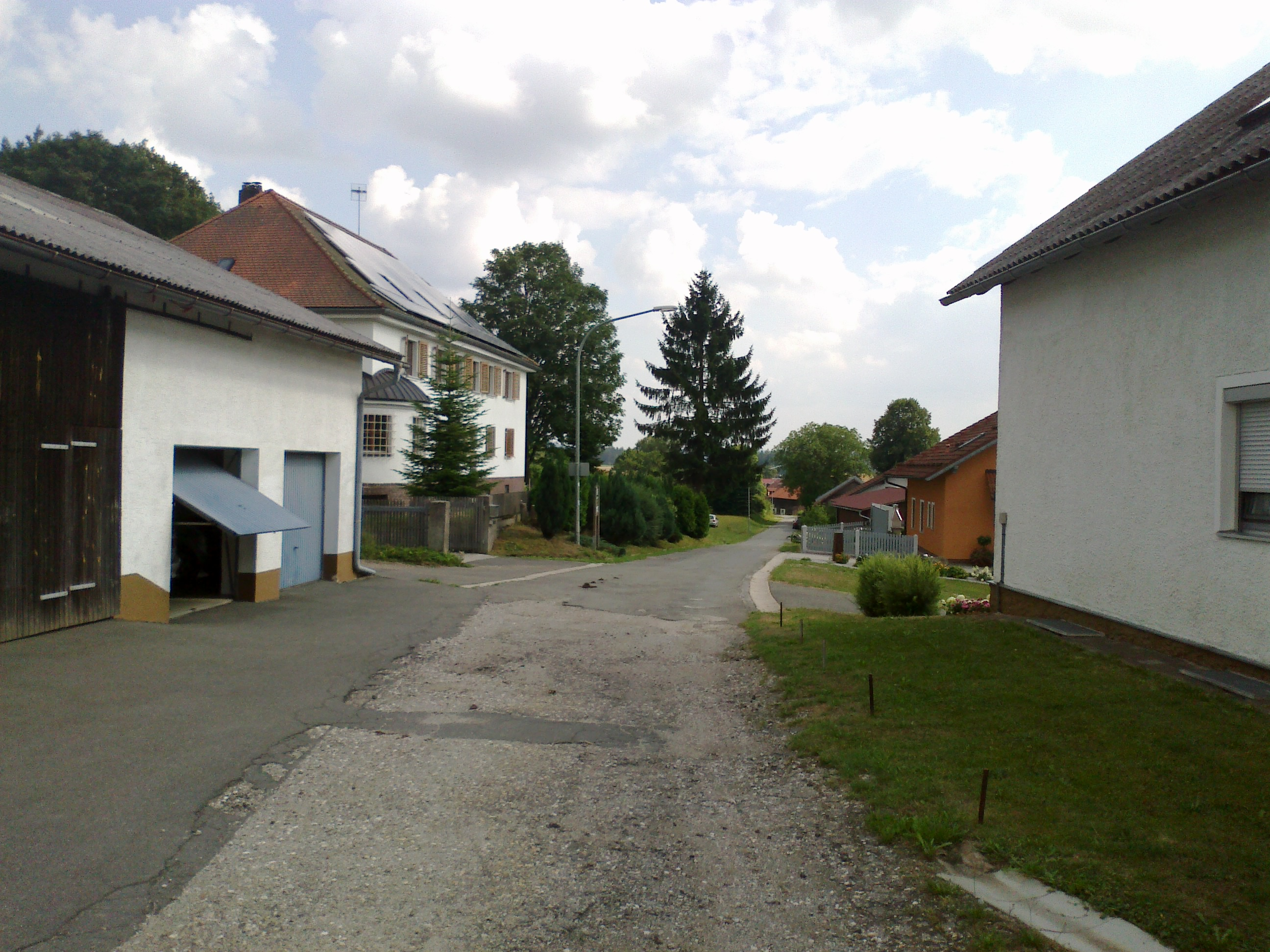
Untergrafenried

## Geografie
Am Nordrand der Ortschaft Untergrafenried verläuft die tschechische Grenze. Untergrafenried liegt etwa einen Kilometer südlich der Wüstung des Hauptortes Grafenried und 5 Kilometer nordwestlich von Waldmünchen.
Am westlichen Ortsrand von Untergrafenried fließt der Mühlbach von Norden nach Süden. Der Mühlbach entspringt in Tschechien südlich von Grafenried. Er heißt dort Lučina. Am Nordrand der Ortschaft Untergrafenried überquert er die Grenze und wird nun Mühlbach genannt. Südlich von Untergrafenried nimmt er den Namen Föhrenbach an und mündet bei Bablsäge in die Böhmische Schwarzach.
Nordwestlich von Untergrafenried erhebt sich der 677 Meter hohe Křížový vrch (deutsch: Kreuzberg), nordöstlich der 720 Meter hohe Nad zámečkem (deutsch: Bächenberg), östlich der Kühberg und westlich der 652 Meter hohe Kochberg.

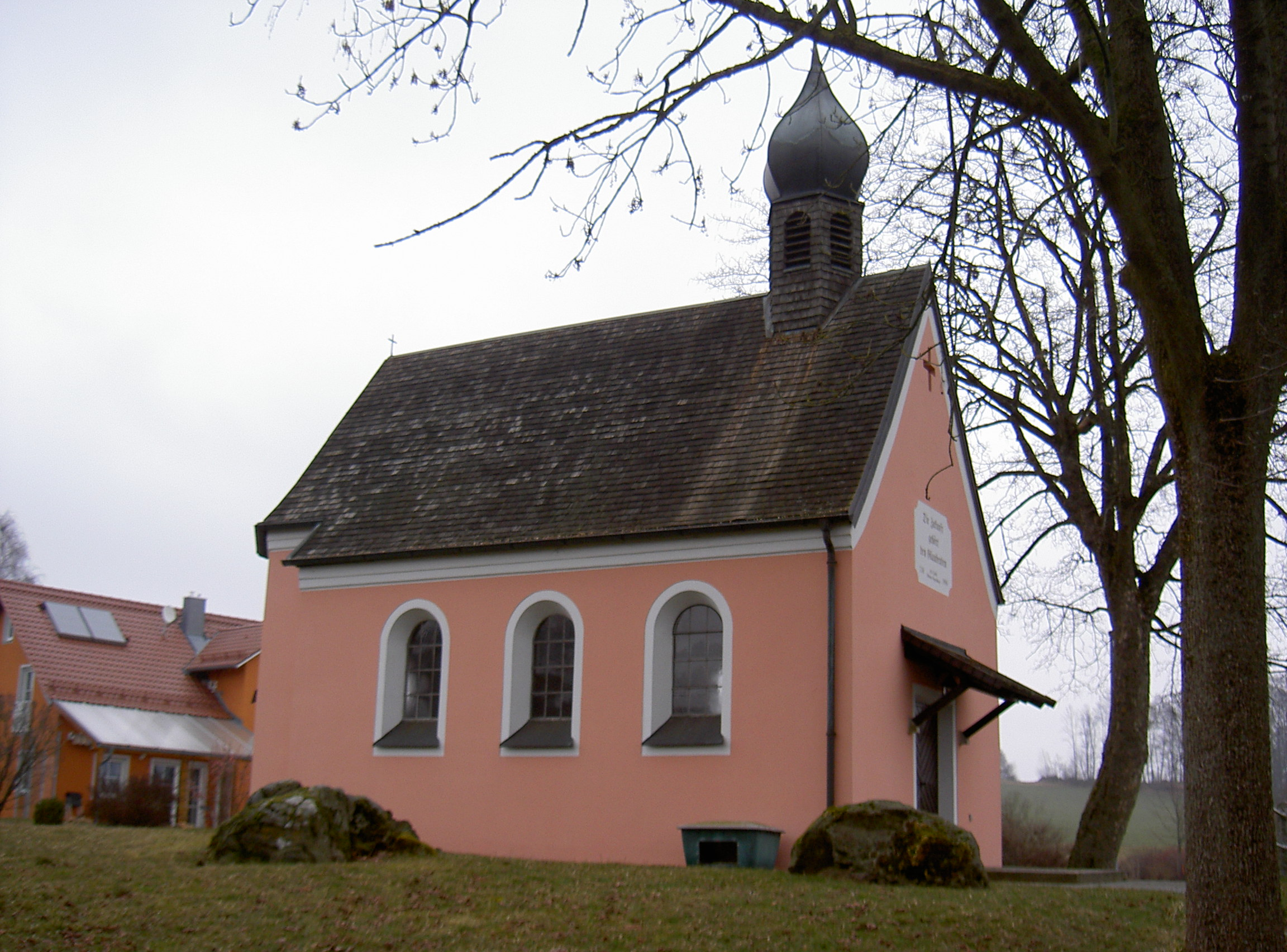
Untergrafenried, Kapelle

## Geschichte
Durch Untergrafenried führten zwei Altstraßen. Die eine kam von Schwarzhofen und setzte sich über Treffelstein, Untergrafenried, Schäferei, Höll, Haselbach nach Böhmen fort. Anton Dollacker nimmt an, dass diese Straße bereits in der Stein- und Bronzezeit existierte. Die andere kam von Rötz und führte über Schönthal, Ast, Untergrafenried, Grafenried nach Ronsperg und Pilsen.
Untergrafenried (auch: Vntergravenrieth, Unterngrafenrieth) gehörte zur Hofmark Grafenried (auch: Gravenrevt, Grauenrieth, Graffenriedt). Untergrafenried war das Dorf. Grafenried oder auch – zur Unterscheidung – Obergrafenried genannt, war der Sitz der Herrschaft. Zur Hofmark Grafenried gehörten neben Obergrafenried und Untergrafenried die Ortschaften Seeg, Anger und Haselberg.
Mit dem Grenzvertrag, der 1766 in Prag auf einem Kongress geschlossen wurde, wurde die Hofmark Grafenried auf Böhmen und die Oberpfalz aufgeteilt. Dabei kamen (Ober-)Grafenried, Seeg, Anger und Haselberg zu Böhmen und Untergrafenried und Ringberg kamen zur Oberpfalz zum Pflegamt Waldmünchen.
Grafenried wurde schon 1301 im niederbayrischen Herzogurbar schriftlich erwähnt. Untergrafenried wurde explizit im Jahr 1622 mit 21 Mannschaften, einer Mühle, einem Bad und einer Schmiede genannt. Auch im Jahr 1755 wurde Untergrafenried verzeichnet. 1808 gab es in Untergrafenried 22 Anwesen, einen Wirt, eine Mühle, zwei Weber, eine Badstube und eine Schmiede.
1808 wurde die Verordnung über das allgemeine Steuerprovisorium erlassen. Mit ihr wurde das Steuerwesen in Bayern neu geordnet und es wurden Steuerdistrikte gebildet. Dabei wurde Untergrafenried Steuerdistrikt. Der Steuerdistrikt Untergrafenried bestand aus den Dörfern Untergrafenried und Höll, den Weilern Arnstein, Kramberg und Wagenhof und den Einöden Eben und Kramhof.
1820 wurden im Landgericht Waldmünchen Ruralgemeinden gebildet. Dabei wurde Untergrafenried Ruralgemeinde. Zur Ruralgemeinde Untergrafenried gehörte neben Untergrafenried mit 40 Familien die Einöde Kramhof mit 2 Familien. Später (nach 1808) kam noch die Einöde Ringberg hinzu.
Am 1. Januar 1978 wurde die Gemeinde Untergrafenried in die Stadt Waldmünchen eingemeindet.
Untergrafenried gehört zur Pfarrei Ast. 1997 hatte Untergrafenried 147 Katholiken. Untergrafenried hat eine eigene Kapelle. Sie wurde 1980 erbaut und ist Filialkirche von Ast.

## Einwohnerentwicklung ab 1820

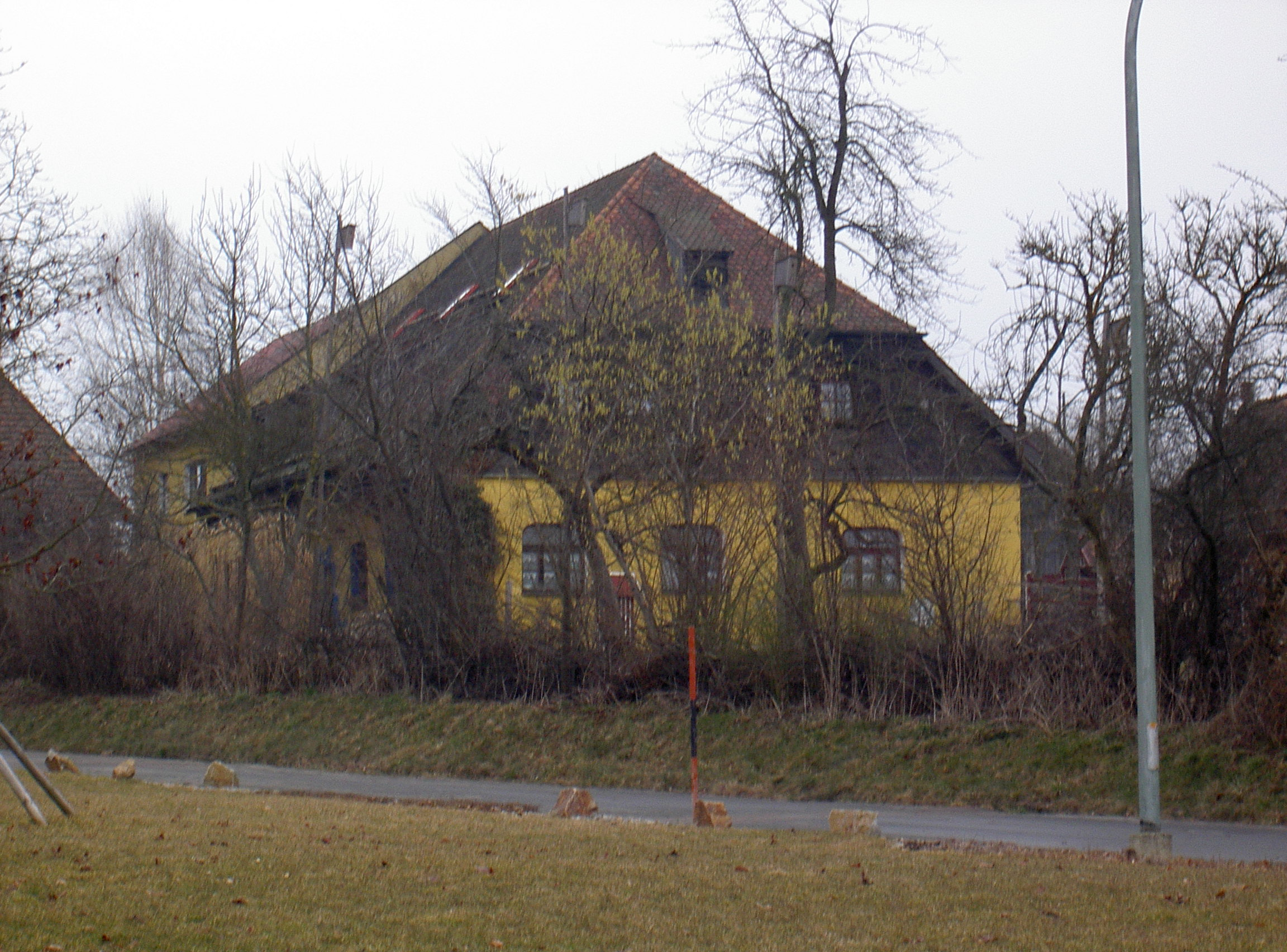
Untergrafenried, ehemalige Taverne, Denkmalnummer D-3-72-171-75

| Jahr | Einwohner   | Gebäude |
| ---- | ----------- | ------- |
| 1820 | 40 Familien | k. A.   |
| 1838 | 221         | 28      |
| 1861 | 198         | 53      |
| 1871 | 206         | 94      |
| 1885 | 218         | 32      |
| 1900 | 200         | 32      |
| 1913 | 226         | 31      |

| Jahr | Einwohner | Gebäude |
| ---- | --------- | ------- |
| 1925 | 209       | 32      |
| 1950 | 261       | 35      |
| 1961 | 201       | 42      |
| 1970 | 190       | k. A.   |
| 1987 | 144       | 43      |
| 2011 | 123       | k. A.   |

## Tourismus und Sehenswürdigkeiten
In Untergrafenried, Hausnummer 20, steht die denkmalgeschützte ehemalige Taferne, erbaut im 18. Jahrhundert. Es handelt sich um einen eingeschossigen und traufständigen Halbwalmdachbau mit Seitengredvordach und Blockbau-Giebel. Der ehemalige Türstock ist bezeichnet mit 1734. Das Gebäude hat Korbbogenfenster aus der Zeit vor 1929. Eine dreigeschossige Kelleranlage mit Tonnenwölbungen, die beiden oberen Geschosse aus Bruchstein gemauert, das untere im Fels, stammt wohl aus dem 18. Jahrhundert. Das Gebäude hat die Denkmalnummer D-3-72-171-75.
Am nördlichen Ortsausgang von Untergrafenried etwa 800 Meter hinter der Grenze in Tschechien liegt das Ausgrabungsgebiet Grafenried. Seit 2011 begannen interessierte tschechische und deutsche Heimatforscher und Hobby-Archäologen damit, Grafenried auszugraben und Informationstafeln aufzustellen. Diese Tätigkeit hält bis heute (2022) an. Inzwischen haben sich die Ausgrabungen von Grafenried zu einer Touristenattraktion entwickelt. Das Tourismusbüro von Waldmünchen bietet geführte Wanderungen durch das Ausgrabungsgelände an.